# Cantone di Le Lorrain
Il cantone di Le Lorrain è una divisione amministrativa situato nel dipartimento e regione della Martinica.

## Comuni
- Le Lorrain